# Takoulwebé
Takoulwebé (ou Takoulouwebe, Takoulououebe) est un canton (également une localité) du Cameroun situé au sud du lac Tchad, dans le département du Logone-et-Chari et la Région de l'Extrême-Nord. Il fait partie de la commune de Goulfey.

## Population
Lors du recensement de 2005, on a dénombré 13 901 personnes dans le canton de Takoulwebé et 586 dans le village du même nom.